# O Barco de Valdeorras
Pour les articles homonymes, voir Barco (homonymie).
O Barco de Valdeorras est une commune de la province d'Ourense en Espagne située dans la communauté autonome de Galice.

## Géographie
La commune est située sur le Camino de Invierno, un des chemins secondaires du pèlerinage de Saint-Jacques-de-Compostelle qui commence à Ponferrada.